# 张肇骞
张肇骞（1900年12月1日—1972年1月8日），字冠超，浙江省永嘉县（今温州市）人，中国植物学家，主要从事亚热带植物分类及生态的研究。

## 生平
1920年从浙江省立第十中学（今温州中学）毕业，入金陵大学就读，因参加“外争国权，内惩国贼”学潮被校方开除。翌年考入国立东南大学，1926年毕业于国立东南大学生物系。1934年获英国伦敦大学皇家科学院博士归国，先后担任广西大学、浙江大学、北平大学、清华大学的教授并从事植物学的基础研究。中华人民共和国成立后，曾任中国科学院植物研究所和华南植物研究所所长，1955年当选为中科院生物学部委员及院士。